# Öt civilizált törzs

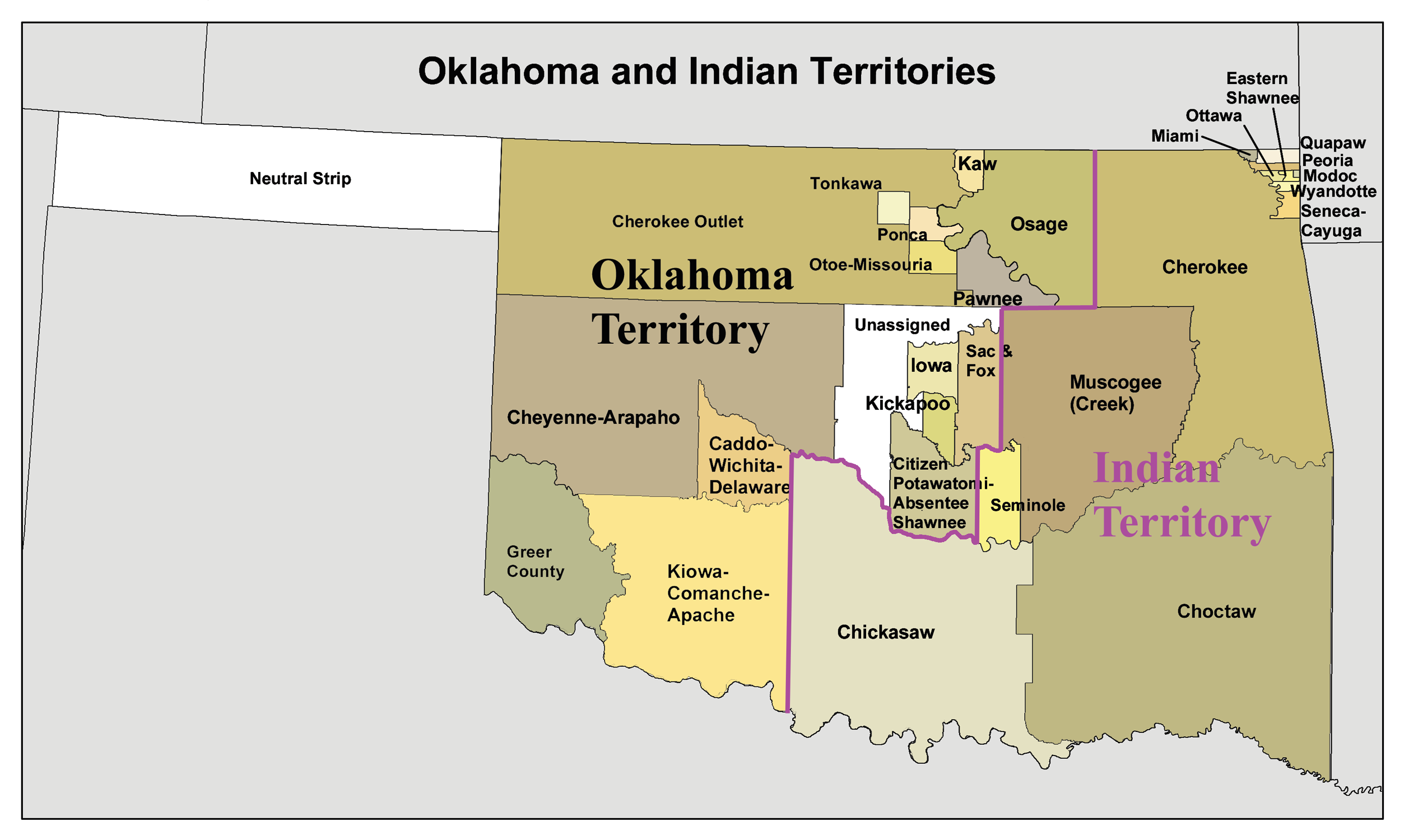
Oklahoma és az Indián Terület az 1890-es években

Az öt civilizált törzs a következő indián nemzeteket jelöli: cseroki, csikaszó, csaktó, krík és szeminol. Őket a fehérek azért fogadták el "civilizáltnak", mert a telepesek számos szokását átvették, és általában jó kapcsolatot tartottak fenn a szomszédaikkal. Ezek a törzsek az Egyesült Államok délkeleti részén éltek, mielőtt az indiánkitelepítési határozat alapján az ország más részeiben voltak kénytelenek letelepedni, leginkább a mai Oklahoma állam keleti területén. A mai indiánok – főként a más nemzetekhez tartozók – közül sokan rasszistának, vagy legalábbis leereszkedőnek érzik az "öt civilizált törzs" kifejezés használatát. Ezért, ha együtt kerül szóba ez az öt törzs, inkább egyszerűen csak "öt törzs"-ként említik őket, hogy ne keltsék azt a látszatot, mintha rajtuk kívül az összes többi bennszülött vadember lenne.
Ezeket a törzseket több évtized alatt, több hullámban, a szövetségi törvényhozás rendelkezései nyomán telepítették ki a Mississippi-folyótól keletre elterülő földjeikről az Indián Terület, térségébe, ami a mai Oklahoma állam keleti részét alkotja. A Könnyek ösvénye néven leginkább hírhedtté vált kitelepítésre 1838-ban került sor, amikor is Martin Van Buren elnök kényszerrel érvényesítette New Echota felettébb vitatott szerződését a cseroki nemzettel, amely szerint addigi földjeikért cserébe nyugaton kapnak új területet.
Az amerikai polgárháború során a törzsek nem voltak egységesek; a csoktók és a csikaszók túlnyomórészt a Konföderáció oldalán harcoltak, míg a krík, a szeminolok, és főként a cserokik megoszlottak az Unió és a Konföderáció között. Az ellenkező oldalt támogató cserokik a saját nemzetükön belül vívtak polgárháborút.
Miután a törzseket áthelyezték az Indián Területre, az Egyesült Államok kormánya megígérte nekik, hogy az új földjeikre már nem fognak betelepülni fehérek. Ezt az ígéretet azonban egyes telepesek még 1893 előtt is büntetlenül megszeghették, amikor is az oklahomai földfoglalás során a kormány megnyitotta a "Cseroki Vonalat" a betelepülők előtt. 1907-ben végül összevonták Oklahoma és az Indián Terület térségeit, létrehozva így az új Oklahoma államot; az öt civilizált törzs tagjai a mai napig is itt élnek.

## Fordítás
- Ez a szócikk részben vagy egészben  a   Five Civilized Tribes című angol Wikipédia-szócikk fordításán alapul.  Az eredeti cikk szerkesztőit annak laptörténete sorolja fel. Ez a jelzés csupán a megfogalmazás eredetét és a szerzői jogokat jelzi, nem szolgál a cikkben szereplő információk forrásmegjelöléseként.